# Сражение при Вишени
Сражението при Вишени е битка по време на Илинденско-Преображенското въстание между чети на Вътрешната македоно-одринска революционна организация с османски войски във Вишени.
След обявяването на въстанието на 20 юли 1903 година местните чети прекъсват всички телеграфни кабели към Костур. Османските части напускат града и започват да се разполагат в околните села. Затова на 21 юли четата на Иван Попов пристига във Вишени откъм Шестеово, избива на пътя петдесет души помаци от Жервени и принуждава местния турски гарнизон от около 120 души да се затвори в казармите. След него в селото пристигат четите на Васил Чекаларов и Митре Влаха. В завързалата се престрелка четниците правят опити да запалят с газ аскерските квартири, но поради притеснение от прииждаща турска войска откъм Костур четите се изтеглят в съседното село Българска Блаца и се укрепяват там. Междувременно вишенският гарнизон се изтегля към Костур заедно с пристигналото подкрепление от около 80 войници, изоставяйки част от боеприпасите и предоволствията си, които са завзети от въстаниците.